# Marie Seymour Lucas
Marie Seymour Lucas, de soltera Marie Elizabeth Cornelissen (Francia, 1855- Hendon,Middlesex, Inglaterra,1921), fue una pintora inglesa nacida en Francia. Estudió en Londres, donde se casó con el pintor John Seymour Lucas. Vivió en Inglaterra el resto de su vida.

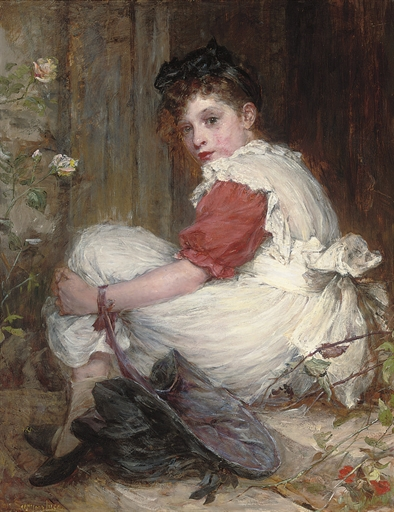
On the Threshold

Sus padres, Marianne Bath y Louis Dieudonné Cornelissen, la enviaron a Inglaterra como parte de su educación. Asistió a St. Martin's Lane Academy y después a la Royal Academy. Allí comenzó a mostrar su trabajo en 1877. Al casarse con el pintor John Seymour Lucas ese mismo año, se hizo conocida profesionalmente por su nombre de casada. Sus obras más famosas son escenas de género e históricas, aunque con el paso del tiempo pintó escenas domésticas infantiles.
Lucas exhibió su trabajo en el Palacio de Bellas Artes en la Exposición Mundial Colombina de 1893 en Chicago, Illinois. Su pintura de huérfanos We are but little children weak, nor born to any high estate, se incluyó en el libro de 1905 Pintoras del Mundo.